# John Willis Menard
 John Willis Menard  est un homme politique américain.

## Biographie
Il est né en 1838 à Kaskaskia dans le comté de Randolph dans le sud de l'Illinois, Ses parents sont créoles de Louisiane de la Nouvelle-Orléans d'ascendance africaine. Il a des liens de parenté avec Michel Branamour Menard, un commerçant de fourrure du Bas-Canada et fondateur de Galveston au Texas. Menard a étudié l'école à Sparta dans l'Illinois et au Ohio Central College et au Iberia College à Iberia dans l'Ohio.
Durant la guerre de Sécession, il travaille comme commis au ministère de l'Intérieur sous le président Abraham Lincoln. Il est envoyé au Honduras britannique en 1863 pour enquêter sur une colonie créée pour les esclaves nouvellement libérés. Après la guerre il s'installe à La Nouvelle-Orléans.
À la Nouvelle-Orléans, en 1865, il crée le journal The Free South plus tard nommé The Radical Standard. Lors d'une élection spéciale de 1868 après le décès du démocrate James Mann il est élu républicain pour représenter le deuxième district du Congrès de la Louisiane. On lui a refusé le siège sur la base d'un défi électoral du perdant Caleb S. Hunt. Le 27 février 1869 il devient le premier afro-américain à s'adresser à la chambre des députés.
Le Comité des élections de la Chambre n'a pas déterminé définitivement la contestation électorale et l'affaire a été soumise à l'ensemble de la Chambre des représentants. Le 27 février 1869, Menard a parlé à la chambre des députés. Après que le Congrès a débattu de la question, ni Menard ni Hunt ne pouvaient avoir assez de soutien pour siéger. Le vote pour Hunt était de 41 en faveur de 137 contre. Pour Menard, c'était 57 en faveur et 130 contre. Menard a déménagé à Jacksonville en Floride où il est nommé à la Chambre des représentants de la Floride en 1874. Il perd les élections suivantes alors qu'il y avait une intimidation généralisée des électeurs aux élections et des efforts démocratiques blancs pour supprimer le vote noir. Cette même année en 1877 il est élu juge de paix du comté de Duval.
Il était poète et l'auteur de Lays in Summer Lands (1879). Il était le rédacteur en chef du Florida News et du Southern Leader de 1882 à 1888.
Il est mort dans le district de Columbia et est enterré au cimetière de Graceland à Washington, DC. En 1894 ses restes ont été déplacés au cimetière de Woodlawn. Sa fille, Alice Menard, a épousé Thomas Van Renssalaer Gibbs, le fils de Jonathan Clarkson Gibbs.